# 樋口直房
樋口 直房（ひぐち なおふさ、生年不詳 - 天正2年（1574年））は、室町時代末期から安土桃山時代にかけての武将。通称は三郎兵衛、三郎左衛門。

## 略歴
浅井氏に属し、近江国坂田郡を代々治めた堀氏の家老。幼少の主君・堀秀村に代わって家中を取り仕切るなど経営手腕を発揮した。兵法・軍略に通じ、優れた民政家でもあったため、人望も厚く近江一の智謀の将と謳われた。書や茶道、連歌など風流好きでもあった。
美濃国において斎藤氏の家臣・竹中重治が稲葉山城を奪う無血クーデターを起こし隠退する際に、近江に逗留した重治に住処を世話をするなどし親しくなったといわれる。その後、元亀元年（1570年）、織田信長が朝倉氏攻めを決行。直房は、羽柴秀吉に仕えていた重治からの調略に従い浅井側から織田方に転身、主君・秀村を説得している。以降、秀吉の有力な寄騎（与力）として招かれ、重治と共に重きをなした。
朝倉氏滅亡後、織田軍は小谷城を包囲。その折も、秀吉に従い転戦する。浅井氏が滅びた翌年、横山城守将など要職を秀吉から任されていたが、越前木目峠に布陣した際、鎮圧途中の一揆勢力と単独で講和を試み退転したことが秀吉の知るところとなり、逆鱗に触れた直房は妻、一族郎党とともに秀吉の追跡を受け、関盛信に捕えられ、殺害された。その首は、妻の首と共に長島一向一揆の鎮圧に当たっている信長の元に届けられた。
旧家老の直房が討たれたことにより、堀秀村は領地没収の憂目にあっている。